# 제29회 모스크바 국제 영화제
제29회 모스크바 국제 영화제는 2007년 6월 21일에 열린 시상식이다.

## 수상 및 후보

### 대상
- 유랑 - 베라 스토로체바 수상

### 심사위원특별상
- 러시안 트라이앵글 - 아엘코 챠밧제 수상

### 여우주연상
- Opium - Kirsti Stubo 수상

### 남우주연상
- 몰리에르 - 파브리스 루치니 수상

### 감독상
- 언노운 우먼 - 쥬세페 토르나토레 수상

### 새로운 시선상
- 모노토니 - 유리스 포스쿠스 수상

### 월드시네마 공로상
- Alexey Batalov 수상
- Tatyana Samoilova 수상

### 모스크바 행복감
- 환상의 주부, 비바 - 안나 빌러
- Ledsaget udgang - Erik Clausen
- Yaldey CCCP - Felix Gerchikov
- 인터내셔널 - 무하렘 굴메즈 외1명
- 브로큰 잉글리쉬 - 조 R. 카사베티스
- 나의 영도자 - 아돌프 히틀러에 관한 진실 - 다니 레비
- 몰리에르 - 로랑 티라르
- 남자의 일 - 알렉시 살멘페레
- Nadzieja - 스타니슬라브 문차
- 언노운 우먼 - 쥬세페 토르나토레
- 남자가 여자를 도청할 때 - 라리사 사딜로바
- Opium - 야노스 자즈
- 공원 - 인리촨
- 유랑 - 베라 스토로체바
- Putina - Valery Ogorodnikov
- 러시안 트라이앵글 - 아엘코 챠밧제
- U reki - Eva Neymann
- Inugamike no ichizoku - 이치카와 곤
- Eduart - Angeliki Antoniou